# Fukuda Denshi Arena
O Fukuda Denshi Arena é um estádio localizado em Chiba, no Japão, possui capacidade total para 19.781 pessoas, é a casa do time de futebol JEF United Ichihara Chiba, foi inaugurado em 2005.